# Stefan Zsaitsits
Stefan Zsaitsits (* 1981 in Niederösterreich) ist ein österreichischer Künstler, Grafiker und Zeichner.

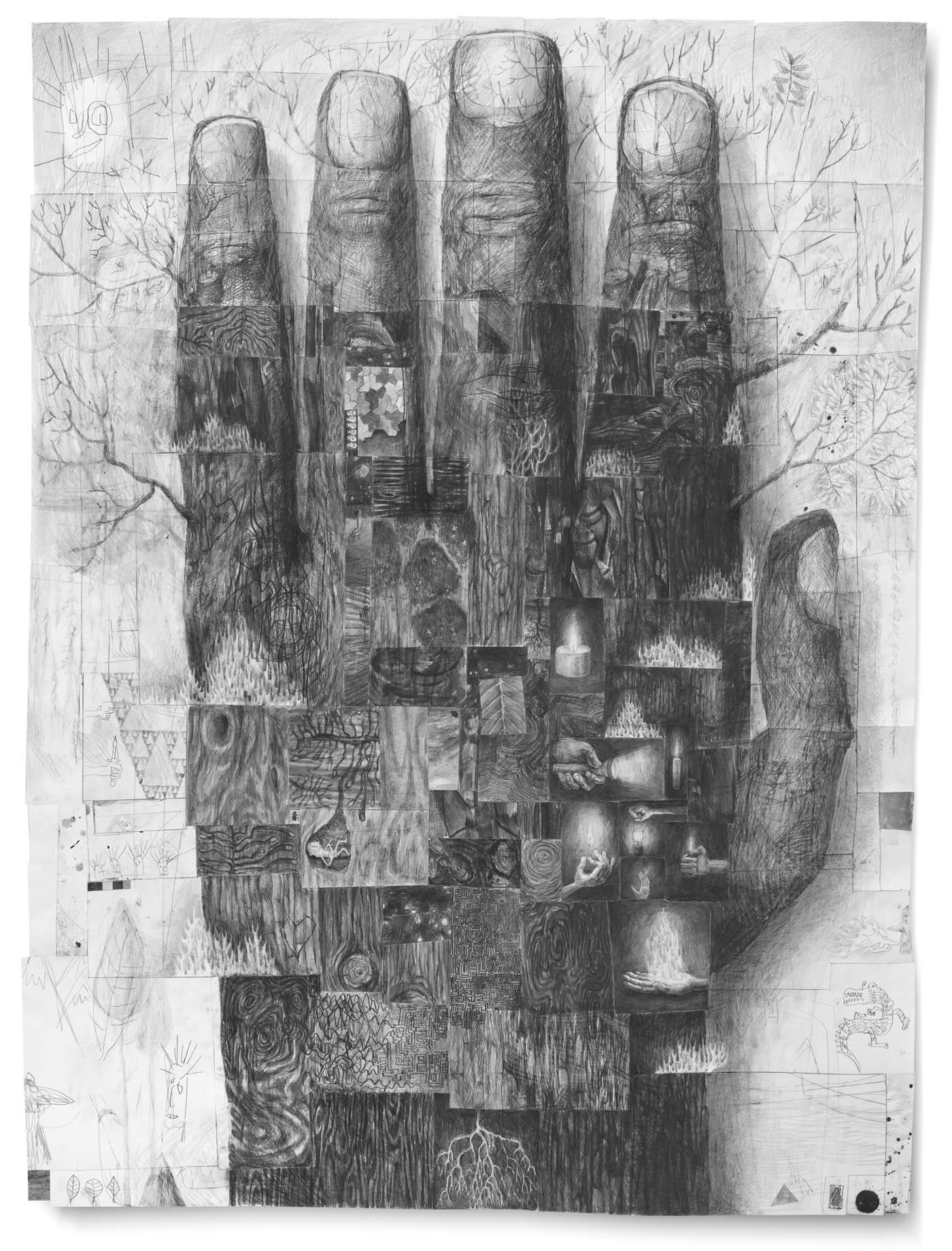
Stefan Zsaitsits, Deine hölzerne Hand, 2023, Graphit auf Papier, 107 × 80 cm

## Werdegang
Zsaitsits studierte von 2001 bis 2006 Malerei in der Meisterklasse von Adolf Frohner an der Universität für angewandte Kunst Wien. Er lebt und arbeitet im östlichen Niederösterreich.
Seine Werke werden in Ausstellungen im In- und Ausland gezeigt und sind in nationalen sowie internationalen Sammlungen vertreten, darunter in der Albertina Wien, Museum Angerlehner und im Lentos Kunstmuseum, ebenso wie in zahlreichen privaten Sammlungen.

## Preise und Auszeichnungen
- 2014, Art Austria Award
- 2017, Kulturpreis des Landes Niederösterreich
- 2017, Österreichischer Grafikwettbewerb, Preis des Landes Südtirol
- 2025, Artist in Residence, EIAF, Yokohama

## Gruppenausstellungen (Auswahl)
- 20er Haus, Wien: The Essence, 2003
- Albertina, Wien: Look! New Acquisitions / Neuerwerbungen, 2017[2]
- Stadtmuseum St. Pölten / NÖDOK: Gemischter Satz, 2013; Kulturpreisträger 2017, 2017
- Taxispalais – Kunsthalle Tirol, Innsbruck: Retrospektive Österreichischer Grafikwettbewerb, 2021
- Museum Angerlehner, Thalheim: Kunst.Leben.Leidenschaft, 2022

## Illustrierte Bücher
- Kopfgesänge. Stefan Zsaitsits (Illustration), Künstlerbuch und Künstlermonographie, 2012, ISBN 978-3-200-02305-5.[3]
- Der Hals der Sängerin. Vier Erzählungen. Barbara Frischmuth (Text), Stefan Zsaitsits (Illustration), Edition Thurnhof, 2012, ISBN 978-3-900678-17-3[4]
- Homunculi. Stefan Zsaitsits (Illustration), mit einem Vorwort von Barbara Frischmuth, Künstlerbuch und Künstlermonographie, 2014, ISBN 978-3-200-03790-8.[5]
- Häuser. Stefan Zsaitsits (Illustration), Künstlerbuch und Künstlermonographie, 2018, ISBN 978-3-200-06014-2.